# Johann Heinrich Burchard

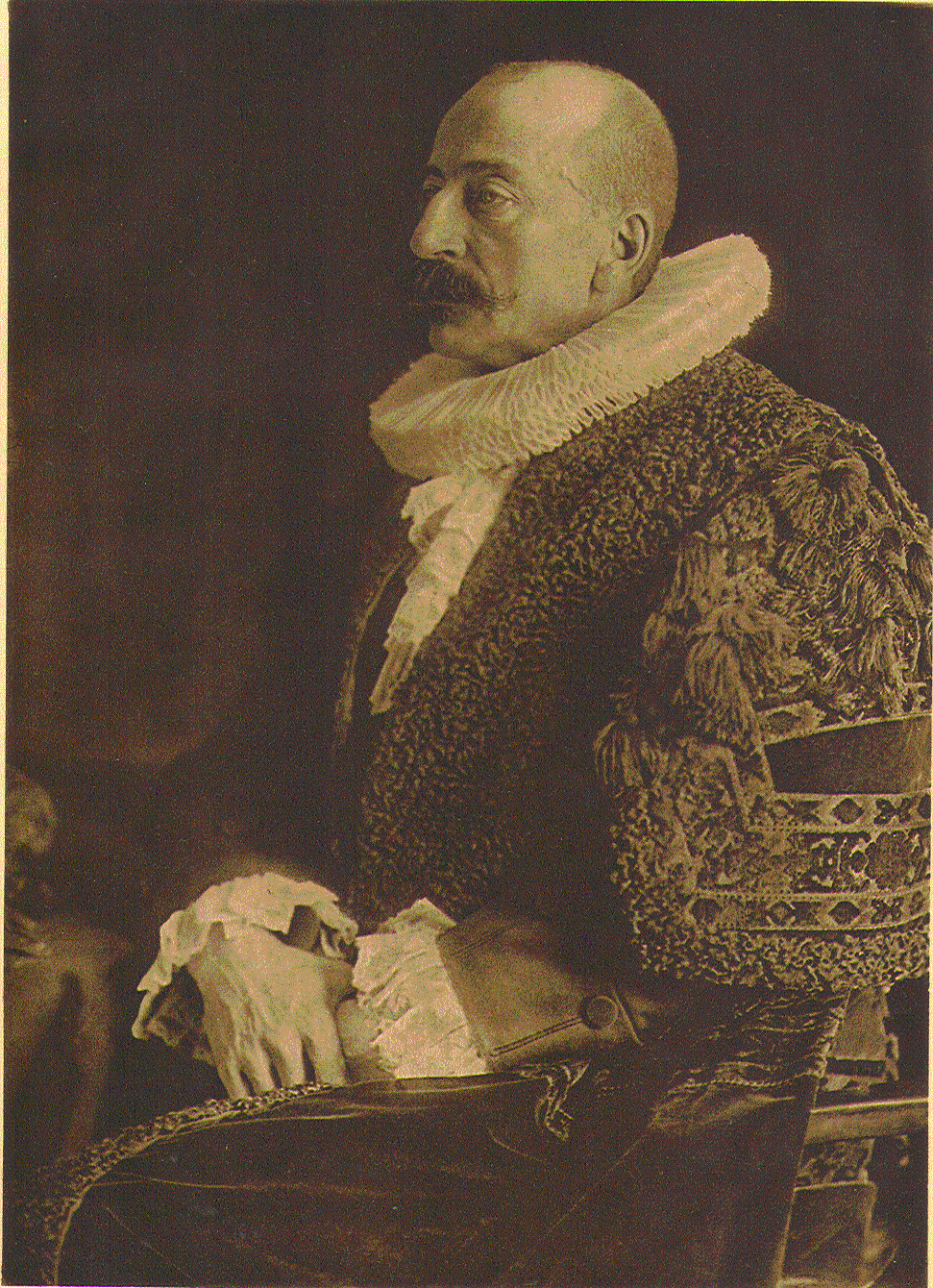
Johann Heinrich Burchard door Rudolf Dührkoop (1905)

Johann Heinrich Burchard (Bremen, 26 juli 1852 - Hamburg, 6 september 1912) was een Duits politicus die meerdere malen eerste burgemeester van Hamburg is geweest.

## Biografie
Johann Heinrich Burchard was de zoon van een koopman uit Bremen. In 1853 werd de vader van Johann Heinrich lid van de raad van bestuur van het Hamburger handelshuis Joh. Berenberg, Gossler & Co. KG., waarna het gezin zich in Hamburg vestigde.
Burchard volgde onderwijs aan het gymnasium (Gelehrtenschule des Johanneums). Van 1870 tot 1871 nam hij als oorlogsvrijwilliger deel aan de Frans-Duitse Oorlog. Van 1872 tot 1876 studeerde hij rechten aan de Universiteit van Leipzig, de Universiteit van Heidelberg en de Universiteit van Göttingen. Vanaf 1877 was hij als advocaat in Hamburg gevestigd en in 1879 werd hij lid van de nieuw opgerichte Balie van Hamburg. Als advocaat was hij o.a. partner van Ernst Friedrich Sieveking, afkomstig uit een vooraanstaande Hamburger patriciërsfamilie.
Burchard werd in 1884 in de Hamburger Bürgerschaft (parlement van de stadstaat Hamburg) gekozen. Op 2 maart 1885 werd hij in de Senaat (regering) gekozen. Hij bleef tot zijn overlijden in 1912 lid van de Senaat en was meestal landsminister van het departement van Buitenlandse Zaken van Hamburg. In die functie stond hij in nauw contact met keizer Wilhelm II, tot wiens intimi hij behoorde. In 1898 bood de keizer hem het directeurschap van de Afdeling Koloniale Zaken van het Ministerie van Buitenlandse Zaken aan, maar Burchard wees het aanbod af.
Van 1 januari tot 31 december 1906, van 27 maart 1908 tot 31 december 1909 en van 1 januari 1912 tot zijn dood op 6 september 1912 was hij eerste burgemeester van Hamburg.
Zijn zoon Wilhelm Amsinck Burchard-Motz (1878-1963) was ook senator.

## Trivia
- Een door keizer Wilhelm II aangeboden verheffing in de adelstand wees hij, als vertegenwoordiger van het Hanseatische grootburgerdom, af.

## Noot
1. ↑  dat wil zeggen van aangelegenheden buiten de stadstaat